# Eva Arndt
Eva Arndt (Aarhus, Dinamarca, 27 de noviembre de 1919-18 de junio de 1993) fue una nadadora danesa especializada en pruebas de estilo libre, donde consiguió ser subcampeona olímpica en 1948 en los 4x100 metros.

## Carrera deportiva
En los Juegos Olímpicos de Londres 1948 ganó la medalla de plata en los relevos de 4x100 metros estilo libre, con un tiempo 4:29.6 segundos, tras Estados Unidos (oro) y por delante de Países Bajos (bronce); sus compañeras de equipo fueron las nadadoras: Karen Harup, Greta Andersen y Fritze Carstensen.